# Richard Yates (Schriftsteller)
Richard Yates (* 3. Februar 1926 in Yonkers, New York; † 7. November 1992 in Birmingham, Alabama) war ein amerikanischer Schriftsteller. Er machte vor allem durch seinen 1961 veröffentlichten Debütroman Revolutionary Road (Zeiten des Aufruhrs) und den Roman The Easter Parade (Easter Parade) aus dem Jahr 1976 auf sich aufmerksam. Trotz der Wertschätzung vieler Autorenkollegen geriet er mit zunehmendem Alter in Vergessenheit. Nach zwei gescheiterten Ehen lebte er die letzten Jahre einsam und widmete sich ausschließlich der Schriftstellerei. Erst nach seinem Tod wurde sein Werk neu entdeckt und in seiner Bedeutung für die moderne amerikanische Literatur anerkannt.

## Leben

### Jugend, Militär und Heirat
Richard Walden (ein Mittelname, den er nicht mochte) Yates wurde 1926 als zweites Kind von Vincent und Ruth „Dookie“ Maurer Yates geboren. Die Ehe war bereits zum Zeitpunkt der Geburt zerrüttet und wurde 1929 geschieden. Beide Eltern zeigten künstlerische Ambitionen. Vincent Yates hatte Gesang studiert, ergriff jedoch einen Brotberuf als Verkaufsleiter bei General Electric. Ruth Maurer ließ sich zur Bildhauerin ausbilden, ohne jemals die von ihr erträumten künstlerischen und gesellschaftlichen Erfolge realisieren zu können. Bis zur Scheidung lebte die Familie in Hastings-on-Hudson, anschließend blieb Richard bei der Mutter in wechselnden Wohnsitzen in New York sowie einigen Vorstädten in Connecticut. Das Verhältnis des heranwachsenden Richard zum 1942 verstorbenen Vater war distanziert, der Sohn bevorzugte die Mutter trotz oder gerade wegen ihrer Kompliziertheit. Im autobiografischen Vorwort von A Good School (Eine gute Schule, 1978) beschrieb Yates: „Ich wusste, sie war unvernünftig und verantwortungslos, sie redete zu viel, sie machte wegen nichts irrwitzige Szenen, und man konnte darauf rechnen, dass sie in einer Krise zusammenbrach, doch ich war allmählich zu der düsteren Ahnung gelangt, dass ich womöglich ganz ähnlich strukturiert war.“
Wegen schwacher schulischer Leistungen besuchte Yates von 1941 bis 1944 Avon Old Farms in Avon, Connecticut, eine Privatschule, die auf schwierige Schüler spezialisiert war. Hier begann er zu schreiben (als Redakteur der Schulzeitschrift) und zu rauchen, zwei Leidenschaften, die ihn sein Leben lang begleiten sollten. Nach dem Abschluss wurde Yates in die Armee eingezogen. Seine Ausbildung machte er in Camp Pickett, Virginia, ehe er im Januar 1945 mit der 75. Division nach Europa verschifft wurde, wo er in Frankreich, Belgien und Deutschland an den letzten Kriegsmonaten des Zweiten Weltkriegs teilnahm. Im Rahmen der Kämpfe um den Colmarer Brückenkopf zog er sich eine Lungen- und Brustfellentzündung zu, von der er zeit seines Lebens nicht vollständig genas. Yates galt in der Folge als Halbinvalide. Seine Militärzeit verarbeitete er mehrfach in seinen Werken, so insbesondere in seinem zweiten Roman A Special Providence (Eine besondere Vorsehung, 1969).
Nach seiner Entlassung aus der Armee im Januar 1946 blieb Yates noch einige Wochen in Frankreich, ehe er im Juni 1946 nach New York zurückkehrte. Yates besuchte Schreibkurse in der Columbia University, nahm jedoch kein Studium auf, um ohne Zeitverzögerung Schriftsteller zu werden. Später empfand er den fehlenden Universitätsabschluss stets als Makel. Seinen Lebensunterhalt verdiente er in der Wirtschaftsredaktion von United Press. 1947 lernte er seine erste Ehefrau Sheila Bryant kennen, die er im Juni 1948 heiratete. 1949 nahm er eine Anstellung bei dem Computerhersteller Remington Rand an, die zwar gut bezahlt war, aber ihn langweilte. Er persiflierte diese Tätigkeit in seinem ersten Roman Revolutionary Road (Zeiten des Aufruhrs, 1961). In seiner Freizeit schrieb er Erzählungen. Die Ehe begann bald zu kriseln, doch eine Trennung wurde immer wieder aufgeschoben: im März 1950 durch die Geburt der Tochter Sharon, von Februar 1951 an durch einen mehrjährigen Europaaufenthalt in Paris, Antibes und Cannes sowie ab 1952 in London. Finanziert wurde dieser Aufenthalt durch eine Invalidenrente, die Yates nach einem mehrwöchigen Sanatoriumsaufenthalt auf Staten Island zugesprochen worden war.

### Karriere als Schriftsteller
Im Februar 1953 erschien mit Jody Rolled the Bones (Jody lässt die Würfel rollen) eine erste Erzählung Yates’ in The Atlantic Monthly. Im September des Jahres kehrte Yates zurück in die USA, wo er seine Arbeit bei Remington Rand reduzierte, um die freie Zeit seinem ersten Roman zu widmen. Die Familie zog nach Redding, Connecticut. 1957 wurde die zweite Tochter Monica geboren, doch die Spannungen zwischen den Ehepartnern wuchsen. Yates trank und beklagte seinen künstlerischen Stillstand. Im August 1959 verließ er die Familie und zog nach New York, wo er eine Schreibwerkstatt an der New School for Social Research leitete. Yates behauste eine heruntergekommene Wohnung in der Nähe des Sheridan Square und litt unter Depressionen. Im Herbst 1960 wurde er nach einem Zusammenbruch für eine Woche in die Psychiatrie des Bellevue-Krankenhauses eingewiesen. Anfang 1961 reichte Sheila die Scheidung ein.
Ins Jahr der Scheidung fiel Yates’ größter schriftstellerischer Erfolg. Sein Debütroman Revolutionary Road erschien bei Little, Brown and Company und erhielt begeisterte Kritiken, unter anderen von Alfred Kazin, William Styron und Tennessee Williams. Er gehörte zu den Finalisten für den National Book Award. Die Erzählsammlung Eleven Kinds of Loneliness (Elf Arten der Einsamkeit, 1962) festigte im Folgejahr Yates’ Renommee, und er erhielt Stipendien der Guggenheim- und Rockefeller-Stiftung. Im Frühjahr 1962 ereilte Yates ein Ruf aus Hollywood. John Frankenheimer beauftragte ihn mit einem Drehbuch für Styrons Lie Down in Darkness. Yates arbeitete einige Monate in Malibu, doch die Pläne für den Film zerschlugen sich. Ein weiteres Drehbuch bildete 1969 die Vorlage zum Film Die Brücke von Remagen, wurde jedoch so sehr verändert, dass der Autor verärgert mit dem Filmbusiness abschloss. Ein anderer Ruf ereilte ihn 1963 aus Washington, D.C.: Justizminister Robert F. Kennedy suchte einen Ghostwriter für seine Reden. Zwar schätzte er Yates’ Texte, blieb jedoch skeptisch aufgrund dessen Alkoholexzessen, und die Tätigkeit fand bereits nach wenigen Monaten, im Anschluss an das Attentat auf John F. Kennedy, ihr Ende.
Vom Herbst 1964 an lehrte Yates sieben Jahre lang im renommierten Writers’ Workshop der University of Iowa, unterbrochen von Aufenthalten in Los Angeles und New York, wo er jeweils auch mehrere Wochen in psychiatrischen Anstalten verbrachte.
In Iowa lernte er Freunde wie Andre Dubus und Kurt Vonnegut kennen und traf seine zweite Frau, die knapp 20 Jahre jüngere Studentin Martha Speer, die er 1968 heiratete. An ihrer Seite normalisierte sich Yates’ Leben und besserte sich seine Alkoholabhängigkeit vorübergehend. Im Jahr 1969, in dem kurz hintereinander Yates’ ebenfalls alkoholkranke Schwester und seine Mutter starben, konnte er endlich seinen zweiten Roman A Special Providence (Eine besondere Vorsehung) veröffentlichen, nachdem ihn die Erwartungshaltung an den Nachfolger lange belastet hatte. Der Roman wurde nicht gut aufgenommen, was ebenso auf seine kompositorischen Mängel wie auf den geänderten Zeitgeist zurückzuführen war. Inzwischen hatte die experimentelle Literatur das von Yates bevorzugte realistische Erzählen abgelöst. Deren ebenfalls in Iowa lehrender Vertreter Robert Coover wurde für Yates zu einem persönlichen Feindbild.
Nachdem Yates in Iowa nicht die erhoffte lebenslange Anstellung erhalten hatte, suchte er nach Alternativen und zog für zwei Jahre nach Wichita, Kansas, wo er an der Wichita State University den Posten eines Distinguished Writer in Residence bekleidete. Hier wurde im Juni 1972 auch Yates’ dritte Tochter Gina geboren, doch litt die Ehe unter seinem zunehmenden Alkoholkonsum, der sich mit Yates’ psychischen Vorerkrankungen zu Anfällen von Epilepsie und Paranoia auswuchs. Nachdem Yates eine Teilzeitstelle an der Columbia University gefunden hatte, verließ ihn Martha im Frühjahr 1974. Drei Jahre später wurde die Ehe geschieden. Zuvor machte Yates noch einmal literarisch auf sich aufmerksam: Im Unterschied zum mäßigen Anklang, den sein dritter Roman Disturbing the Peace (Ruhestörung, 1975) gefunden hatte, feierte die Kritik den aus ungewohnter weiblicher Perspektive und in ungewohnter Geschwindigkeit geschriebenen vierten Roman The Easter Parade (Easter Parade, 1976) als glanzvolles Comeback. Kein folgendes Werk sollte mehr derart euphorische Reaktionen auslösen.

### Letzte Jahre
Im Juni 1976 setzte eine glimmende Zigarette Yates’ Apartment in Brand. Der Schriftsteller erlitt schwere Brandverletzungen und im Anschluss einen Zusammenbruch, nach dem er abermals in eine psychiatrische Klinik eingeliefert wurde. Nach seiner Entlassung zog Yates in körperlich deutlich verschlechtertem Zustand nach Boston, wo er in einem karg eingerichteten Zwei-Zimmer-Apartment lebte und fortan sein gesamtes Leben dem Schreiben unterordnete. In Boston entstanden drei Romane und ein Band von Erzählungen: A Good School (Eine gute Schule, 1978), Liars in Love (Verliebte Lügner, 1981), Young Hearts Crying (Eine strahlende Zukunft, 1984) und Cold Spring Harbor (1986). Im Essay Some Very Good Masters schrieb Yates 1981: „Auch mit meinem achten Buch, das ich gerade begonnen habe – im tiefen Bedauern darüber, wegen der traurigen Zeitverschwendung nicht an meinem elften oder zwölften Buch zu sitzen –, habe ich das Gefühl, noch gar nicht wirklich begonnen zu haben. Und ich vermute, dass dieser ziemlich lächerliche Zustand, was auch immer geschieht, anhalten wird, bis meine Zeit zu Ende geht.“
Weder Yates noch sein Verlag konnten mit seinen späten Büchern ausreichend Geld verdienen, sodass er 1988 ein Angebot seines ehemaligen Studenten David Milch annahm, in dessen Gästehaus in Los Angeles einzuziehen und Drehbücher für Fernsehserien zu schreiben, doch kein einziger von Yates’ Entwürfen genügte den Anforderungen. 1989 vermittelten Freunde einen Lehrauftrag an der University of Southern California. 1990 zog Yates in den ihm verhassten Süden nach Tuscaloosa, wo er an der University of Alabama eine Stelle als Writer in Residence fand. Hier wollte er ein Romanprojekt unter dem Titel Uncertain Times abschließen, das auf seiner Zeit als Redenschreiber Robert Kennedys basierte. Als die Universität seinen Lehrauftrag nicht mehr verlängerte, zog er in ein nahe gelegenes Apartment, in dem der unter einem Lungenemphysem leidende Yates unter kargen Verhältnissen weiterarbeitete, während er abwechselnd rauchte und auf ein Sauerstoffgerät zurückgriff. Er schloss das Manuskript, das nach seinem Tod im Kühlschrank gefunden wurde, niemals ab. Der letzte Eintrag datierte vom 28. August 1992. Zweieinhalb Monate später starb Richard Yates im Veteranenkrankenhaus von Birmingham, Alabama.

## Rezeption
Richard Yates schrieb zu seinen Lebzeiten keinen Bestseller. Er galt allgemein als ein „writer’s writer“, also ein Autor, der von seinen Schriftstellerkollegen mehr geschätzt wurde als vom breiten Publikum. Bei Literaturkritikern genoss er ein gewisses Renommee, ohne im Literaturbetrieb eine große Rolle zu spielen. Sein Debütroman Revolutionary Road (Zeiten des Aufruhrs, 1961) blieb sein größter Erfolg, der zum Zeitpunkt seines Todes mehr als 30 Jahre zurücklag. Nach seinem Tod wurden zwei Gedenkgottesdienste veranstaltet – einer durch seinen langjährigen Verleger Seymour Lawrence und seinen Freund Kurt Vonnegut, ein anderer durch Andre Dubus und die Literaturzeitschrift Ploughshares. Im selben Jahr erschien noch der Gedenkband Richard Yates – An American Writer. Tributes in Memoriam mit Beiträgen von Kollegen und Literaturwissenschaftlern. Dies konnte jedoch nicht verhindern, dass der Autor in Vergessenheit geriet und seine Bücher nicht mehr neu aufgelegt wurden.
Stewart O’Nan begehrte 1999 in seinem umfangreichen Essay The Lost World of Richard Yates (Die verlorene Welt des Richard Yates) in der Boston Review gegen diesen Zustand auf: „Wie kann ein Autor, der bei seinen Kollegen derart anerkannt und sogar geliebt war, ein Autor, der fähig ist, seine Leser so tief zu bewegen, praktisch vergriffen sein, und das in so kurzer Zeit?“ Yates veranschauliche „die Verlorenheit des Zeitalters der Angst“ so treffend wie F. Scott Fitzgerald das Jazz-Zeitalter, er habe „Ikonen der amerikanischen Literatur wie Raymond Carver und Andre Dubus beeinflusst“ und sei „in seiner Prosa und der Wahl seiner Charaktere so gerade und direkt“. Dennoch seien seine Bücher nur noch antiquarisch erhältlich. „Und wie kommt es, dass das niemand weiß? Wie kommt es, dass niemand etwas dagegen tut?“
Bereits im Folgejahr erschien eine Neuausgabe von Revolutionary Road, zu der Richard Ford ein auch in der New York Times Book Review abgedrucktes Vorwort beisteuerte, in dem er den Roman als Kultbuch und einen Standard in der amerikanischen Literatur bezeichnete, der von anderen Schriftstellern gerühmt worden sei und der sie beeinflusst habe. Er pries die scheinbare Mühelosigkeit, Zugänglichkeit und Genauigkeit des Buches, das sich dem Menschen mit tiefer Ernsthaftigkeit nähere und schockierende Einsichten über ihn liefere. Abermals ein Jahr später gab der Verlag Henry Holt The Collected Stories of Richard Yates heraus, eine Zusammenstellung der Bände Eleven Kinds of Loneliness und Liars in Love mit neun zuvor unpublizierten Kurzgeschichten. In der Einleitung wehrte sich Richard Russo gegen das Etikett „writer’s writer“ und betonte vielmehr die große Zugänglichkeit der Prosa Yates’, die keine experimentellen Barrieren errichte.
Auch zwei pessimistische Prophezeiungen Stewart O’Nans, dass keine Biografie des Autors in Sicht und niemand an Verfilmungen seiner Werke interessiert sei, wurden in den folgenden Jahren ausgeräumt. Im Jahr 2003 veröffentlichte der Journalist Blake Bailey eine gleichermaßen umfangreiche wie tiefschürfende Biografie über Yates. Vier Jahre später verfilmte Sam Mendes Yates’ Debütroman mit Leonardo DiCaprio und Kate Winslet in den Hauptrollen. Der Film Zeiten des Aufruhrs kam 2008 in die Kinos (deutsche Uraufführung am 15. Januar 2009) und wurde 2009 für mehrere Golden Globe Awards und Oscars nominiert. Die Buchvorlage erreichte durch die Verfilmung erstmals die Bestsellerlisten der New York Times.
In deutscher Sprache erschien zu Yates’ Lebzeiten lediglich der Roman Revolutionary Road unter dem Titel Das Jahr der leeren Träume in der Übersetzung von Heide Lipecky im DDR-Verlag Volk und Welt. Der Klappentext zeigt dabei die gesellschaftspolitische Lesart in der DDR: „Unprätentiös und eindringlich zeichnet Richard Yates in diesem Roman das Bild einer modernen Ehe, die dem wachsenden Kommunikationsverlust in einer nur an Äußerlichkeiten orientierten Gesellschaft nichts mehr entgegenzustellen weiß.“ Der Autor spreche damit „mit kritischer Konsequenz einem System das Urteil, das derartige Erscheinungen provoziert.“ 2002 erschien eine deutsche Übersetzung von Hans Wolf mit dem heute verbreiteten Titel Zeiten des Aufruhrs bei der Deutschen Verlags-Anstalt in München, die von 2006 an auch die restlichen Werke Yates in deutschen Erstübersetzungen veröffentlichte. 2012 erschien im gleichen Verlag die erste deutschsprachige Biografie über Richard Yates von Rainer Moritz.

## Werke
- Revolutionary Road. Atlantic/Little Brown, Boston 1961.
  - dt. Das Jahr der leeren Träume. Übers. v. Heide Lipecky. Volk und Welt, Berlin 1975.
  - dt. Zeiten des Aufruhrs. Übers. v. Hans Wolf. DVA, Stuttgart 2002, ISBN 3-421-05607-2.
- Eleven Kinds of Loneliness. Atlantic/Little Brown, Boston 1962.
  - dt. Elf Arten der Einsamkeit. Short Stories. Übers. v. Anette Grube und Hans Wolf. DVA, München 2006, ISBN 3-421-05859-8.
- A Special Providence. Knopf, New York 1969.
  - dt. Eine besondere Vorsehung. Übers. v. Anette Grube. DVA, München 2008, ISBN 978-3-421-04331-3.
- Disturbing the Peace. Delacorte/Seymour Lawrence, New York 1975.
  - dt. Ruhestörung. Übers. v. Anette Grube. DVA, München 2010, ISBN 978-3-421-04393-1.
- The Easter Parade. Delacorte/Seymour Lawrence, New York 1976.
  - dt. Easter Parade. Übers. v. Anette Grube. DVA, München 2007, ISBN 978-3-421-04261-3.
- A Good School. Delacorte/Seymour Lawrence, New York 1978.
  - dt. Eine gute Schule. Übers. v. Eike Schönfeld. DVA, München 2012, ISBN 978-3-421-04394-8.
- Liars in Love. Delacorte/Seymour Lawrence, New York 1981.
  - dt. Verliebte Lügner. Short Storys. Übers. v. Anette Grube. DVA, München 2007, ISBN 978-3-421-05860-7.
- Young Hearts Crying. Delacorte/Seymour Lawrence, New York 1984.
  - dt. Eine strahlende Zukunft. Übers. v. Thomas Gunkel, DVA, München 2014, ISBN 978-3-421-04611-6.
- Cold Spring Harbor. Delacorte/Seymour Lawrence, New York 1986.
  - dt. Cold Spring Harbor. Übers. v. Thomas Gunkel, DVA, München 2015, ISBN 978-3-421-04610-9.
- The Collected Stories. Holt, New York 2001.
  - dt. Eine letzte Liebschaft. Short Storys (Auswahl der zuvor unpublizierten Storys). Übers. v. Thomas Gunkel, DVA, München 2016, ISBN 978-3-421-04618-5.

## Filmografie
Literarische Vorlage
- 2008: Zeiten des Aufruhrs Ausstieg aus der Leere. Artikel bei Spiegel online über die Verfilmung des Debütromans „Zeiten des Aufruhrs“

Drehbuch
- 1969: Die Brücke von Remagen (The Bridge at Remagen)